# Six Flags (depuis 2024)
Vous pouvez aider à l'améliorer ou bien discuter des problèmes sur sa page de discussion.
- Il peut contenir un travail inédit ou des déclarations non vérifiées. Vous pouvez l’améliorer en ajoutant des références. (Marqué depuis août 2025)

Vous pouvez aider à l'améliorer ou bien discuter des problèmes sur sa page de discussion.
- Il ne cite pas suffisamment ses sources. Vous pouvez indiquer les passages à sourcer avec {{référence nécessaire}} ou {{Référence souhaitée}}, et inclure les références utiles en les liant aux notes de bas de page. (Marqué depuis août 2025)
- Son texte doit être wikifié : il ne correspond pas à la mise en forme Wikipédia (style, typographie, liens internes, liens entre les wikis, etc.). (Marqué depuis août 2025)
- Il est orphelin : moins de trois articles lui sont liés. Aidez à ajouter des liens en plaçant le code [[Six Flags (depuis 2024)]] dans les articles relatifs au sujet. (Marqué depuis août 2025)

- Archive Wikiwix
- Bing
- Cairn
- DuckDuckGo
- E. Universalis
- Gallica
- Google
- G. Books
- G. News
- G. Scholar
- Persée
- Qwant
- (zh) Baidu
- (ru) Yandex
- (wd) trouver des œuvres sur Wikidata

Six Flags Entertainment Corporation, ou simplement Six Flags, est une entreprise américaine spécialisée dans l'exploitation de parcs d'attractions, de parcs aquatiques et d’hôtels. Son siège social est situé à Charlotte, en Caroline du Nord.
La société actuelle est née le 2 juillet 2024, à la suite d'une fusion entre deux groupes historiques de l'industrie du divertissement : Six Flags, fondé en 1961, et Cedar Fair, fondé en 1983. Le groupe ainsi formé détient et exploite 42 établissements à travers l'Amérique du Nord : aux États-Unis, au Canada et au Mexique.

## Histoire

### Histoire avant la fusion
Les origines de Six Flags remontent à 1961, avec la fondation de la Great Southwest Corporation par Angus G. Wynne, un promoteur texan, et un groupe d’investisseurs. Leur premier parc, Six Flags Over Texas, ouvrit ses portes en août 1961 à Arlington, au Texas. Le nom « Six Flags » fait référence aux six nations ayant gouverné le territoire texan : l’Espagne, la France, le Mexique, la République du Texas, les États-Unis et les États confédérés d’Amérique.
Au fil des années 1960 et 1970, Six Flags étendit son empreinte en construisant de nouveaux parcs et en acquérant plusieurs parcs déjà existants. Après l’acquisition d’une participation majoritaire par la Pennsylvania Railroad, l’entreprise connut une période de croissance soutenue.
En 1984, Six Flags fit l’acquisition du parc Marriott’s Great America à Gurnee (Illinois), ce qui marqua un tournant stratégique. Cette même année, Six Flags obtint une licence lui permettant d’exploiter les personnages de Looney Tunes dans ses parcs. Peu de temps après, Time Warner (aujourd’hui Warner Bros. Discovery) devint actionnaire majoritaire, puis propriétaire à 100 % de Six Flags entre 1993 et 1995.
Le 1er avril 1998, Six Flags fut rachetée pour 1,86 milliard de dollars américains par Premier Parks, une société immobilière et exploitant de parcs basée en Oklahoma. Premier Parks rebaptisa plusieurs de ses propres parcs sous le nom de Six Flags, et adopta officiellement cette marque en 2000.
Malgré une croissance rapide, Six Flags s’endetta fortement durant les années 2000. L’entreprise fut contrainte de vendre plusieurs actifs, notamment ses parcs européens et Geauga Lake (anciennement Worlds of Adventure), pour tenter d’alléger sa dette. En 2005, le fonds d’investissement Red Zone LLC, dirigé par Daniel Snyder, prit le contrôle du conseil d’administration à la suite d’une bataille de procurations.
Cependant, les difficultés financières persistèrent. En 2009, affectée par la crise économique mondiale, Six Flags se plaça sous la protection du Chapitre 11 de la loi américaine sur les faillites. Elle poursuivit néanmoins ses opérations sans interruption.
L’entreprise ressortit de la faillite en mai 2010, désormais appelée Six Flags Entertainment Corporation. Son siège social fut transféré à Grand Prairie, au Texas, et 92 % de ses actions furent remises aux créanciers en échange de l’annulation d’une dette de plus d’un milliard de dollars.
À partir de 2010, sous la direction de Jim Reid-Anderson, puis de Mike Spanos en 2019, Six Flags adopta une stratégie d’expansion internationale, avec des projets aux Émirats arabes unis et en Chine. Plusieurs projets, comme Six Flags Dubai, Six Flags Zhejiang et Six Flags Chongqing, furent toutefois annulés à la suite de problèmes économiques ou logistiques.
En 2020, la pandémie de COVID-19 obligea Six Flags à fermer temporairement la majorité de ses parcs. Mike Spanos démissionna en 2021, et Selim Bassoul, déjà président du conseil d’administration, devint PDG.
Dans une tentative de repositionner la marque, Bassoul lança une stratégie visant à améliorer l’expérience client en réduisant la fréquentation par des hausses de prix. La mesure suscita la controverse et fut abandonnée en novembre 2022, après une baisse de fréquentation de plus de 30 %.

### Origines de Cedar Point et création de Cedar Fair
Le parc d’attractions Cedar Point a vu le jour dans les années 1870 comme une station balnéaire sur les rives du lac Érié, dans l’Ohio. Sa popularité croissante en tant que destination de loisir mena à la fondation de la Cedar Point Pleasure Resort Company en 1887, dont l’objectif était de développer commercialement le site.
Cependant, une dépression économique dans les années 1890 mit l’avenir du complexe en péril. En 1897, une nouvelle société nommée Cedar Point Pleasure Resort Company of Indiana, dirigée par George Arthur Boeckling, racheta Cedar Point pour 256 000 dollars. L’entreprise fut ensuite réorganisée sous le nom de G.A. Boeckling Company.
Le complexe prospéra sous la direction de Boeckling, qui demeura à la tête de l’entreprise jusqu’à son décès en 1931. La société G.A. Boeckling Company conserva le contrôle des opérations de Cedar Point pendant une grande partie du XXe siècle.
En 1974, un projet de construction d’un nouveau parc d’attractions à Cambridge Township, dans le Michigan, fut envisagé, mais abandonné l’année suivante. En 1978, Cedar Point fit l’acquisition du parc Valleyfair, situé au Minnesota.
La société mère Cedar Fair Limited Partnership, plus connue sous le nom de Cedar Fair, fut officiellement fondée en 1983. Son nom provient de la combinaison de ses deux principales propriétés : « Cedar » pour Cedar Point et « Fair » pour Valleyfair. Cedar Fair entra en bourse le 29 avril 1987.
Sous la direction de Cedar Fair, Cedar Point devint l’un des plus grands parcs d’attractions du monde. Le groupe poursuivit son expansion en acquérant de nombreux autres parcs à travers les États-Unis.

### Fusion entre Six Flags et Cedar Fair
Plusieurs tentatives infructueuses d’acquisition de Cedar Fair ont eu lieu dans la décennie précédant la fusion. L’une d’elles, menée par Apollo Global Management, échoua en avril 2010. Le 2 octobre 2019, l’agence Reuters rapporta que Six Flags avait approché Cedar Fair avec une offre de rachat en espèces et en actions, mais la proposition fut rapidement rejetée. En février 2022, SeaWorld Parks & Entertainment (devenu United Parks & Resorts) formula une offre non sollicitée de 3,4 milliards de dollars américains, intégralement en espèces. Cette offre fut également refusée deux semaines plus tard.
La fusion entre Six Flags et Cedar Fair fut finalement annoncée en 2023 et officiellement réalisée le 1er juillet 2024. Présentée comme une « fusion entre égaux », l’opération donna naissance à une entreprise combinée qui conserva le nom de Six Flags, avec une valeur nette estimée à 8 milliards de dollars. Le nouveau groupe regroupe un portefeuille de 27 parcs d’attractions, 15 parcs aquatiques et 9 complexes hôteliers répartis en Amérique du Nord.
Les actionnaires de Cedar Fair sont devenus majoritaires au sein de la nouvelle entité, détenant 51 % des parts via un système de titres appelés « unités » (unitholders). Richard Zimmerman, ancien président-directeur général de Cedar Fair, a été nommé président et PDG de l’entreprise fusionnée. Selim Bassoul, ex-PDG de Six Flags, est devenu président exécutif du conseil d’administration.
Le nouveau siège social est en cours de relocalisation à Charlotte, en Caroline du Nord, tandis qu’une partie des fonctions administratives et financières resteront basées à l’ancien siège de Cedar Fair à Sandusky, dans l’Ohio.
Le 1er mai 2025, Six Flags annonça la fermeture du parc Six Flags America à l’issue de la saison 2025, soit le 2 novembre 2025. Cette décision s’inscrit dans une stratégie de « rationalisation du portefeuille » (portfolio optimization), dévoilée lors des résultats trimestriels de la fin 2024, qui pourrait impliquer la vente ou la fermeture d’autres établissements.